# Ohne Rücksicht auf Verluste (Film)
Ohne Rücksicht auf Verluste (Originaltitel Bombardier) ist ein US-amerikanischer Kriegsfilm aus dem Jahr 1943 unter der Regie von Richard Wallace. Die Hauptrollen sind mit Pat O’Brien, Randolph Scott, Anne Shirley, Eddie Albert, Walter Reed und Robert Ryan besetzt.

## Handlung
Der Eintritt der USA in den Zweiten Weltkrieg steht unmittelbar bevor. Major Jack Davis und Hauptmann Buck Oliver von den United States Army Air Forces diskutieren darüber, welches die effizienteste Methode für Bombenabwürfe sei. Davis hat ein Bomben-Fernzielgerät entwickelt. Hauptmann Oliver befürwortet die eher konventionelle Methode des Bombenabwurfs im Sturzflug. Es kommt zu einem Wettbewerb der beiden Methoden, bei der Davis die Treffsicherheit seiner Methode eindrucksvoll unter Beweis stellen kann. Daraufhin wird er mit der Bildung einer neuen Ausbildungsschule für Bombenschützen in Hughes Field in New Mexico beauftragt. Auch Oliver lässt sich als Flugzeugführer dorthin versetzen. Grund dafür ist auch, dass dort Burton Betty Hughes, genannt Burt, als Sekretärin arbeitet. Seit Oliver sie kennengelernt hat, verehrt er sie sehr. Hughes Vater war ein angesehener General. Auch der Major sieht in Burt mehr als nur seine Sekretärin. Unter den neuen Kadetten an der Schule befinden sich auch Burts Bruder Tom, Joe Connors, der Frauen sehr zugeneigte Ignacius „Chito“ Rafferty, Paul Harris und Jim Carter, der ebenfalls großes Interesse an Burt zeigt. Nachdem die Kadetten ihre Ausbildung am Boden beendet haben, beginnen sie mit dem Flugtraining. Gleich am ersten Tag kommt es zu einer brenzligen Situation, als die Steuerung des Übungsflugzeuges klemmt. Oliver weist daraufhin die Kadetten an, mit ihrem Fallschirm abzuspringen. Tom jedoch reagiert panisch und weigert sich, zu springen. Der Kadett Jim Carter reagiert geistesgegenwärtig und rettet Tom damit das Leben. Aus Dankbarkeit geht Burt mit ihm aus. Davis will Tom noch eine Chance geben, obwohl seine Weigerung, den Fallschirm einzusetzen, ihn seinen Ausbildungsplatz hätte kosten können. Er kommandiert ihn zu einem Höhenflug unter Olivers Kommando ab. Als Olivers Sauerstoffgerät aussetzt, wodurch er kurz die Besinnung verliert, gelingt es Tom, der sich bewähren will, gerade noch einen Kameraden zu retten, bevor er in die Tiefe gerissen wird. Obwohl die eingesetzte Untersuchungskommission Oliver für unschuldig befindet, kann der Offizier sich selbst nicht verzeihen und beantragt seine Versetzung. Da Burt Urlaub genommen hat, geht er, ohne sich von ihr zu verabschieden. Er schreibt einen Brief an die geliebte Frau, um ihr zu sagen, dass er nichts tun konnte, um den Tod ihres Bruders zu verhindern.
Oliver ist inzwischen nach Pearl Harbor versetzt worden und die Vorbereitungen für einen Angriff lassen kaum andere Gedanken zu. Burt hat Olivers Brief erhalten und gibt Feldwebel Dixon ihre Antwort mit, da sie erfahren hat, dass er in Kürze zu Oliver stoßen wird. Da es auf dem Stützpunkt drunter und drüber zugeht, vergisst er, Burts Brief an Oliver weiterzugeben. Dann kommt der Befehl eines Nachtangriffs auf ein japanisches Rüstungswerk. Oliver wird den Einsatz leiten und mit seinem Flugzeug an der Spitze fliegen, um den nachfliegenden Maschinen mittels Leuchtmarkierungen das Ziel anzuzeigen, was für ihn einen möglichst tiefen Zielanflug bedeutete. Sein Flugzeug wird abgeschossen, bevor er seine Aufgabe erfüllen konnte. Oliver selbst und seine Mannschaft können sich mittels Absprung aus der Maschine retten. Die Männer landen auf dem Gelände einer Flugzeugfabrik, wo sie gefangen genommen und misshandelt werden. Als man sie auch durchsucht, fällt Dixon Burts Brief wieder ein, den er Oliver zustecken kann. Dem Offizier gelingt es, einen entflammten Wagen durch das Lager zu treiben, wodurch die Fabrik in Brand gerät. So können seine Kameraden ihr Ziel doch noch finden. Als um Oliver herum, die Bomben seiner Kameraden explodieren, stirbt er mit einem Lächeln auf den Lippen und im Bewusstsein, dass Burt ihm nichts nachgetragen hat.

## Hintergrund
Die Dreharbeiten für den Film fanden vom 12. Oktober bis 18. Dezember 1942 statt. Gedreht wurde in den USA auf der Kirtland Air Force Base in Albuquerque im Bundesstaat New Mexico, sowie in Midland im Bundesstaat Texas. In den USA hatte der Film am 14. Mai 1943 Premiere, in der Bundesrepublik Deutschland lief er erstmals am 12. Juni 1959 im Kino, in Österreich im Juli 1959.
Am Anfang des Films steht eine Rede von Brigadier General Eugene L. Eubank, dem Kommandeur einer Bombardment Group der United States Army Air Forces, der sich direkt an das Publikum wendet und sie mit einer neuen Art von Soldaten bekannt macht, den „Bombardiers“, woran eine Erklärung der Produktionsfirma RKO Pictures anschließt, worin der United States Army Air Forces, dem Bombergeschwader, dem Personal und den Offizieren, sowie weiteren Mitwirkenden, gedankt wird. Viele der Kadetten der Einrichtung wirkten in dem Film als Statisten mit. Dieser Film war die erste Arbeit des ehemaligen Warner Bros.-Produzenten Robert Fellow für RKO Pictures. Vor allem für den jungen Schauspieler Robert Ryan bedeutete dieser Film einen gewaltigen Schritt auf der Karriereleiter. Pat O’Brien, ein großer Star bei RKO, der von des jungen Schauspielers Professionalität und ehrlicher unkomplizierter Art angetan war, machte sich in der Folgezeit für ihn stark, so dass Ryan auch in seinem nächsten Film The Iron Major eine wichtige Rolle bekam. Bombardier wurde von Robert Wise bearbeitet, als zweiter Regieassistent fungierte Robert Aldrich. Beide machten Karrieren als bedeutende Regisseure.

## Kritiken
Das Lexikon des internationalen Films war der Ansicht, dass dieser „1943 hergestellte Film sichtlich als Beitrag zur Freiwilligenwerbung gedacht [sei]. Ein abgeschossener US-Pilot setz[e] in rasender Autofahrt eine ganze japanische Stadt in Brand und beleucht[e] auf diese selbstmörderische Weise den Zielort für das am nächtlichen Himmel kreisende Geschwader. Die deutsche Erstaufführung [hätte] passenderweise in einem Westernkino statt[gefunden].“
Bosley Crowther von der New York Times benennt die nach seiner Meinung drei größten Mängel des Films. Erst einmal sei es geschmacklos, eine Bombenzielvorrichtung zu thematisieren, die die Vernichtung von Menschen zum Ziel habe. Der zweite Fehler läge in der Weitläufigkeit der Geschichte, die eine Verbindung aus vielen Klischees bilde und der dritte Fehler läge darin, die Heldentaten im bombastischen Stil aufzuplustern. Diese drei Punkte zusammen, ließen keinen Raum für eine gute Bewertung. […] Crowther fasst zusammen. In der Art der Präsentation und Leistung sei dies ein billiger, fiktiver Film. Er empfahl RKO, John Twist und Richard Wallace, dem Schriftsteller und dem Regisseur, ihre Köpfe in Scham zu senken.

## Synchronisation
Erich Ebert ist die deutsche Stimme von Walter Reed.

## Auszeichnungen
Auf der Oscarverleihung 1944 erhielten Vernon L. Walker, James G. Stewart und Roy Granville eine Oscarnominierung in der Kategorie „Beste visuelle Effekte“, hatten aber gegenüber Fred Sersen und Roger Heman senior das Nachsehen, die den Oscar für ihre Arbeit für den Film Crash Dive gewannen.